# Ogkomus divergens
Ogkomus divergens är en mångfotingart som beskrevs av Loomis 1964. Ogkomus divergens ingår i släktet Ogkomus och familjen Cleidogonidae. Inga underarter finns listade i Catalogue of Life.